# Sonic Chaos
Sonic Chaos, chamado no Japão de Sonic & Tails (ソニック&アンドテイルス, Sonikku ando Teirusu), é um jogo de plataforma para Sega Master System e Sega Game Gear desenvolvido pela Aspect e publicado pela Sega em 1993. Esse foi o último jogo intitulado Sonic lançado para Master System na Europa.
A versão de Game Gear foi re-lançada em 2004 como um dos jogos incluídos na compilação Sonic Mega Collection para PlayStation 2, Xbox e PC, e como um jogo destravável em Sonic Adventure DX: Director's Cut para Nintendo GameCube e PC. Em 2009, a versão de Master System foi lançada no Virtual Console.
Sonic Chaos é notável pelo fato de ser o primeiro título Sonic 8-bit a apresentar Tails como um personagem jogável, e também a ser o primeiro a permitir o jogador a controlar manualmente o controle de seu voo. Uma sequência intitulada Sonic Triple Trouble (Sonic & Tails 2 no Japão) foi lançada em 1994.

## Jogabilidade
O jogo é um típico plataforma, com fases dividido em 3 atos, no qual no terceiro se enfrenta um robô de Robotnik como chefe e o próprio vilão no estágio final, assim como nos outros jogos 8-bit da série "Sonic". No entanto, o jogador pode escolher se deseja controlar Tails ou Sonic desta vez. Sonic agora vem equipado com o ataque "Spin Dash", que pode ser efetuado segurando para "baixo" no controle direcional do joystick e apertando o botão de "ação" para ganhar uma extraordinária velocidade. Quando o botão "baixo" é solto, Sonic é lançado para frente em formato de bola, destruindo qualquer inimigo que estiver em sua frente durante esse estado (no entanto, espinhos e outros obstáculos perigosos irão machucar Sonic). Um diferencial desde título para os antigos é que agora no ato dos chefes, algumas Rings (argolas) estarão no caminho até ele. Diferente de Sonic 1 e Sonic 2 de 8-bits, o chefe era enfrentado sem nenhuma Ring.
Segurando o botão "cima" no direcional, e então pressionando "ação", Sonic irá começar a correr parado no lugar, e quando solto o botão "cima" ele irá correr para frente com uma velocidade superior ao "Spin Dash". Esse movimento é chamado "Strike Dash", e é similar ao "Super Peel-Out" no jogo Sonic CD. Porém, Sonic irá parar rapidamente se o botão "direcional" não estiver pressionado. Sonic pode encontrar o item "Rocket Shoes", o que permite o personagem (somente Sonic) a voar temporariamente sobre sapatos-foguete um local estratégico com uma grande concentração de argolas.
Assim como os outros jogos "Sonic" da era 8-bit, as Chaos Emeralds estão localizadas nas Special Stages (fases especiais). Para ter acesso à Special Stage, Sonic precisa coletar 100 Rings (argolas) em um ato (o jogador receberá uma vida extra por colar 100 Rings). Completando com sucesso um Special Stage o jogador será recompensado com uma Chaos Emerald. Caso o jogador não consiga completar a Special Stage, Sonic irá ser mandado automaticamente ao início da última fase em que o jogador estava sem a Esmeralda. O próprio Robotnik detém para si a sexta Chaos Emerald, e o jogador precisa derrotá-lo para consegui-la de volta.
A jogabilidade com Tails é um pouco diferenciada em relação à Sonic. Tails corre mais devagar, mas ele inicia o jogo com 5 vidas e 3 continues. No entanto, o jogador não poderá coletar as Chaos Emeralds quando estiver jogando com Tails. Tails pode efetuar o "Spin Dash" da mesma forma que Sonic pode, e quando ele encontrar o item "Rocket Shoes", no seu lugar ele somente ganhará um acréscimo temporário de velocidade. Se o jogador segurar o botão "cima" e pressionar o botão "ação", Tails irá começar a voar rotacionando suas duas caudas como hélices de um helicóptero por alguns segundos, atingindo assim alguns lugares que são um pouco mais difíceis se forem alcançadas do modo tradicional.

## História
Novamente, a South Island está com grandes problemas. Depois de várias derrotas seguidas de Dr. Robotnik, ele vai diretamente para a fonte de energia: as Chaos Emeralds, onde acaba pegando a vermelha. O desequilíbrio de forças faz com que a South Island comece a afundar no oceano. Sonic e Tails devem coletar as esmeraldas restantes para recuperar a Esmeralda que está com Robotnik, antes que a South Island afunde com todos os seus habitantes.